# Экзорцист Ватикана
«Экзорцист Ватикана» (англ. The Pope’s Exorcist) — художественный фильм режиссёра Джулиуса Эйвери. Главную роль исполнил Рассел Кроу. В фильме также снялись Даниель Дзоватто, Алекс Эссо и Франко Неро.
Премьера фильма состоялась 14 апреля 2023 года. Фильм получил смешанные отзывы критиков и собрал 77 миллионов долларов в мировом прокате.

## Сюжет
В основе сюжета история реально существовавшего отца Габриэле Аморта, священника, который был главным экзорцистом Ватикана и за свою жизнь провел более 10000 изгнаний демонов. Аморт написал две книги мемуаров — «Экзорцист рассказывает свою историю»  и «Экзорцист: Больше историй», в которых подробно описал свой опыт борьбы с демонами, овладевавшими людьми.

## В ролях
- Рассел Кроу — отец Габриэле Аморт
- Дэниел Дзоватто — отец Эскибель
- Алекс Эссо — Джулия
- Франко Неро — Папа Римский
- Лорел Марсден — Эми
- Корнелл С. Джон — епископ Лумумба
- Ральф Айнесон — демон Асмодей
- Райан О’Грейди — кардинал Салливан

## Производство
В октябре 2020 года компания Screen Gems приобрела права на историю отца Габриэле Аморта, а режиссёром стал Анхель Гомес. Честер Хастингс и Р. Дин Маккрири выступили авторами сценария фильма. В июне 2022 года Джулиус Эйвери был приглашён в качестве режиссёра будущего фильма. Впоследствии над сценарием работали Майкл Петрони и Эван Спилиотопулос.
В июне 2022 года Рассел Кроу получил роль Габриэле Аморта. В следующем месяце к актёрскому составу присоединились Алекс Эссоу и Дэниел Дзоватто. В сентябре Франко Неро получил роль Папы, а Лорел Марсден, Корнелл С. Джон присоединились к актёрскому составу в неизвестных на то время ролях. Ральф Айнесон озвучит демона.
Съёмки проходили с августа по октябрь 2022 года в Дублине и Лимерике. Сцены с Кроу снимались в Тринити-колледже.
Премьера фильма состоялась 14 апреля 2023 года.

## Восприятие
На сайте Rotten Tomatoes рейтинг фильма составляет 50% на основе 108 обзоров, со средней оценкой 5.1/10. На Metacritic средневзвешенная оценка составляет 45 из 100 на основе 19 рецензий.
Участие Кроу получило смешанные отзывы критиков. Крис Вогнар из Rolling Stone положительно отозвался об его игре, написав, что «Кроу привносит внушительную физическую силу и озорное обаяние в серьёзность Аморта». Кейлина Пирс-Боэн из Screen Rant была также положительно настроена, написав, что «даже если [Кроу] играет в чём-то некачественном, его присутствие на экране неоспоримо». Однако несколько рецензентов, включая Пирс-Боэн и Люка Томпсона из AV Club, критиковали итальянский акцент Кроу.

## Сиквел
25 апреля 2023 года, через одиннадцать дней после премьеры фильма, стало известно, что сиквел находится на ранней стадии разработки. Ожидается, что Кроу повторит свою роль.